# Анат
Анат (фінік. 𐤏𐤍𐤕 ; букв. «джерело») — ім'я північно-західної семітської богині війни та полювання, яка відома переважно з текстів із Сирії. Вона також була популярною в Єгипті за часів Нового царства.
Займала місце Дочки в типовому для семітів 4-членному пантеоні «Батько-Мати-Дочка-Син».

## Міфологія
В угаритських текстах Анат зображується як воїн, що орудує луком і мечем проти людських і надприродних ворогів. У міфологічному Циклі Баала її описують як радісно крокуючу крізь кров убитих воїнів. Вона завжди поводиться як чоловік, зазначає її роздратований батько, бог Ель. Але водночас Анат піклується про красу свого дуже привабливого тіла. Вона відіграє важливу роль у прагненні свого брата Баала отримати палац і царську владу, яку передбачає царська резиденція. З любові до брата вона вбиває Мота, бога смерті, який убив Баала. Їй навіть вдається воскресити свого брата з мертвих.
Відповідно до знайденої в Угаріті «Пісні про Баала», Анат була сестрою і коханкою Баала. Після викрадення та вбивства Баала богом Нижнього світу Мотом Анат та її подруга богиня сонця Шапаш спустилися до пекла, де Анат перемогла Мота та воскресила брата. Також в угаритській поемі «Про Акхіт» образ Анат нерозривно пов'язаний із богоборчими мотивами. Богиня постає порушницею встановленого порядку, жорстоко караючи Акхіта за непокору її волі.
Богиня Анат ніде не згадується в єврейській Біблії, хоча її ім'я зустрічається в інших назвах, таких як Бет-Анат та Анатот, а також в імені Шамгар, син Аната. Папіруси з Елефантини засвідчують богиню Анат-Бетель, поєднання ханаанських богів Анат та Бетель, також відомого з Тіру. В Елефантині їй поклоняються разом з Яхве, богом Ізраїлю. Враховуючи, що головним божестом пантеону у євреїв Елефантини був Яхве (Яху), передбачається, що Анат могла вважатися його дружиною, що суперечить Старому Завіту, де Всемогутній Творець ненавидів будь-яких ідолів-божеств, створених людьми. Інша богиня, засвідчена в Елефантині, називається Анат-Ягу. Це говорить про те, що Анат також поклонялися в стародавньому Ізраїлі, незважаючи на її відсутність у Біблії.
Епітет Анат означає «Дівчина», оскільки Анат зберігала незайманість, незважаючи на активне статеве життя, у тому числі з власним братом.
Популярність культу в Єгипті зумовлений тим, що його туди завезли гіксоси. Фараон Рамсес, який бився з хетами при Кадеші, назвав себе «улюбленцем Анат».
За часів Селевкідів Анат ототожнювалася з Афіною Палладою. Також помічено подібність із шумерською Інанною, аккадською Іштар та індуською Калі.
Риси Анат та Астарти злилися згодом в образі Атаргатіс .
У наш час жіноче ім'я «Анат» є одним із найпоширеніших в Ізраїлі .